# Nervio subcostal
 El nervio subcostal ( división anterior del duodécimo nervio torácico ) corre a lo largo del borde inferior de la duodécima costilla, a menudo da una rama comunicante al primer nervio lumbar y pasa por debajo del arco lumbocostal lateral. 
Luego corre frente al músculo cuadrado lumbar, inerva el músculo transverso y pasa hacia adelante entre él y el oblicuo interno abdominal para distribuirse de la misma manera que los nervios intercostales inferiores. 
Se comunica con el nervio iliohipogástrico del plexo lumbar y 1da una rama al músculo piramidal . También emite una rama cutánea lateral que suministra inervación sensorial a la piel sobre la cadera. 

## Imágenes adicionales

Sistema nervioso
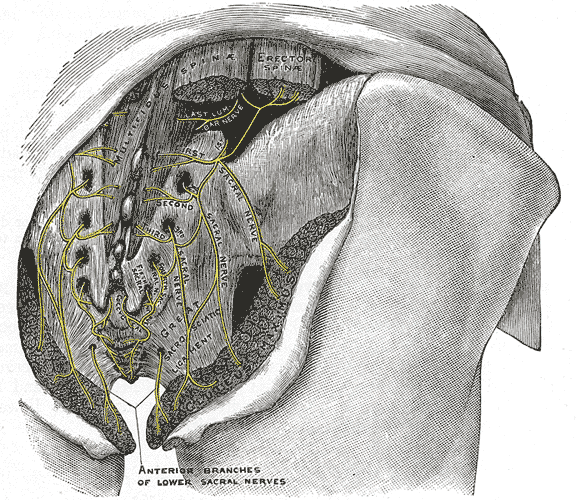
Las divisiones posteriores de los nervios sacros.
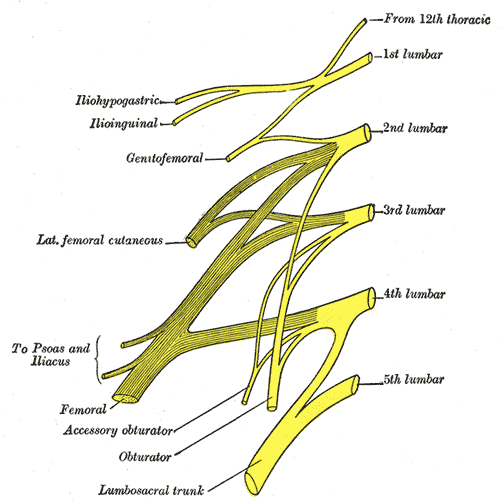
Esquema del plexo lumbar.
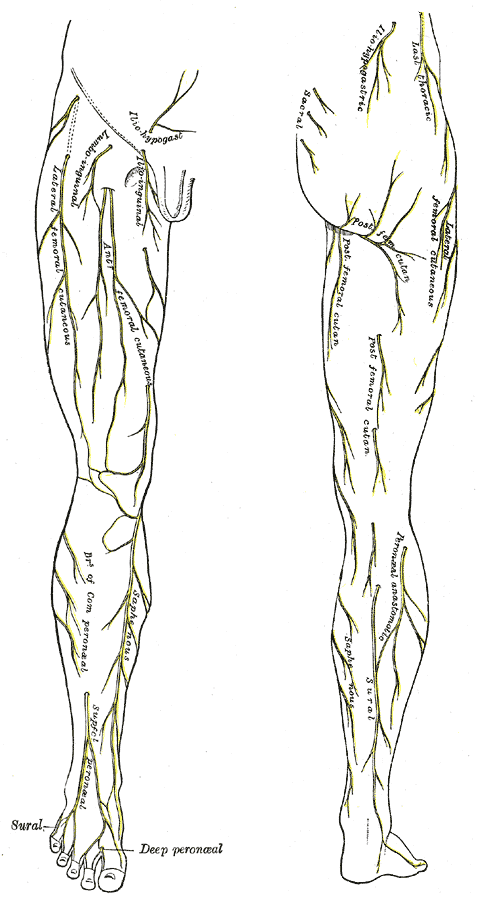
Nervios cutáneos de la extremidad inferior derecha. Vistas frontal y posterior.